# Golasy
Golasy, tradycyjna regionalna potrawa jarska, pieczona z kaszy gryczanej, białego sera i ziemniaków, zawiniętych w liść chrzanu.  

## Historia
Lubelszczyzna, to tradycyjny polski region uprawy kaszy gryczanej i przyrządzanych z niej potraw. Na przełomie XIX i XX wieku codzienne pożywienie mieszkańców wsi lubelskiej było mało urozmaicone. W jadłospisie dominowały potrawy mączne oraz przyrządzane z ziemniaków, kapusty i kaszy gryczanej z której przyrządzano m.in. różnego rodzaju pierogi. Golasy z kaszy gryczanej z serem z Łobaczewa Małego, i z gminy Izbica,  przypominają polskie gołąbki. Prawdopodobne pochodzenie potrawy i jej nazwy jest związane z brakiem mąki na przednówku, potrzebnej do wyrobu ciasta na pierogi, stąd „goły” farsz zawinięty w liście chrzanowe i pieczony zamiast gotowany. Golasy mają długą historię, dawniej były potrawą codzienną przygotowywaną prawie w każdym domu. Przygotowywano je też na uroczystości rodzinne, Wigilię, oraz na uroczystości lokalne takie jak odpusty czy dożynki.

Wzmianki dotyczące wieloletniej tradycji wytwarzania golasów na Ziemi Lubelskiej można znaleźć we fragmencie publikacji opisującej lubelskie tradycje.

„(…) Wielki post (…) Podawano również pieczone golasy, tj. pierogi z kartofli i kaszy gryczanej, sporządzone bez zawijania w ciasto (…)”

## Wygląd
- zawinięty w liście chrzanu farsz,
- kształt, podłużny, owalny,
- długość około 10 cm szerokość około 6 cm,
- barwa po przekrojeniu brunatno-biała,
- konsystencja zwarta i miękka,
- smak kaszy gryczanej, sera i ziemniaków z posmakiem i aromatem przypraw[8],

## Składniki
- ugotowana kasza gryczana
- biały ser
- ugotowane ziemniaki
- sól
- pieprz
- świeże liście chrzanu[9]

## Przygotowanie
Rozgniecione, ugotowane ziemniaki wraz z niewielką ilością wody z gotowania, wymieszane razem z ugotowaną na sypko kaszą gryczaną, zostają uprażone na małym ogniu. Następnie jest dodawany ser, śmietana, sól i pieprz do smaku, wymieszany farsz jest zawijany w świeże liście chrzanu i pieczony na rumiany kolor. W innych wersjach przepisów dodawane jest też do farszu masło, jajka, zeszklona cebulka, i rozgnieciony czosnek. Dawniej pieczono je w piecu chlebowym, a obecnie w piekarniku. Pieczone są nadal według tradycyjnego przepisu przekazywanego z pokolenia na pokolenie. 

## Wyróżnienia i nagrody
Golasy izbickie zostały wpisane na listę produktów tradycyjnych Ministerstwa Rolnictwa i Rozwoju Wsi, w dniu 16 czerwca 2015 w kategorii: Gotowe dania i potrawy w województwie woj. lubelskim.
Golasy z Łobaczewa Małego W 2015 zostały uhonorowane „Perłą” w konkursie „Nasze Kulinarne Dziedzictwo – Smaki Regionów”. 
W dniu 15 maja 2018 zostały wpisane na listę produktów tradycyjnych Ministerstwa Rolnictwa i Rozwoju Wsi, w kategorii: Gotowe dania i potrawy w województwie woj. lubelskim.